# As Duas Máscaras de Clô
As Duas Máscaras de Clô foi um espetáculo musical, de gênero próximo ao teatro de revista, criado por Clodovil Hernandes e com direção musical de Leo Jaime. Estreou entre meados de 1988 e o final de 1989, tendo marcado o lançamento de Clodovil como cantor-intérprete.

## Apresentações
Clodovil - então desempregado da Rede Manchete após chamar a Constituinte de 1988 de "prostituinte" ao vivo - apresentou o espetáculo na casa-bar L'Onorabile Società, em São Paulo, acompanhado do quarteto do maestro Helio Capucci, formado por José Roberto Balbino (sopro), Sílvio Gomes da Silva (baixo), Carlos Antonio Malaquias (bateria) e Marcos Romero (teclados), antes de apresentá-lo também no Teatro do SESC. O musical também teve breve apresentação no Rio de Janeiro (no Alô, Alô de Ricardo Amaral, em Ipanema) e em Santos. Em novembro de 1989, Clodovil também apresentou sua peça em Bebedouro, no interior de São Paulo, em evento beneficente com desfile das coleções de joias Roberto Simon e Cartier, cuja renda foi revertida para a Fundação para o Livro do Cego do Brasil.

## Conteúdo
A respeito do musical, Clodovil disse que "o texto é muito alegre e engraçado, fala mal do mundo, mas não tem compromisso com nada", tendo se baseado nas máscaras da alegria e da tristeza do teatro, citando-o como uma "vidinha dentro de uma vidona". No musical, Clodovil "alfinetou" figuras nacionais como Hebe Camargo (sua amiga pessoal), o colunista Ibrahim Sued (que escreveu notícia falsa de que Clodovil era portador de HIV), a ex-miss Brasil Martha Rocha e o então presidente da República José Sarney.
Com o espetáculo, Clodovil objetivava revelar ao público facetas desconhecidas de sua personalidade, não demonstradas na televisão, falando palavrões, piadas sobre "homossexualismo, AIDS e cocaína", mostrando sua solidão e cantando canções tristes, além de exibir no show seu cachorro de estimação, Daniel. No espetáculo, Clodovil cantou Voltei pro Morro (de Vicente Paiva e Luís Peixoto), Folha Morta de Ari Barroso e Body and Soul de Billie Holiday.
Um dossiê sobre o espetáculo As Duas Máscaras de Clô está presente na Biblioteca Jenny Klabin Segall, no Museu Lasar Segall.